# Mitsui Ginkō

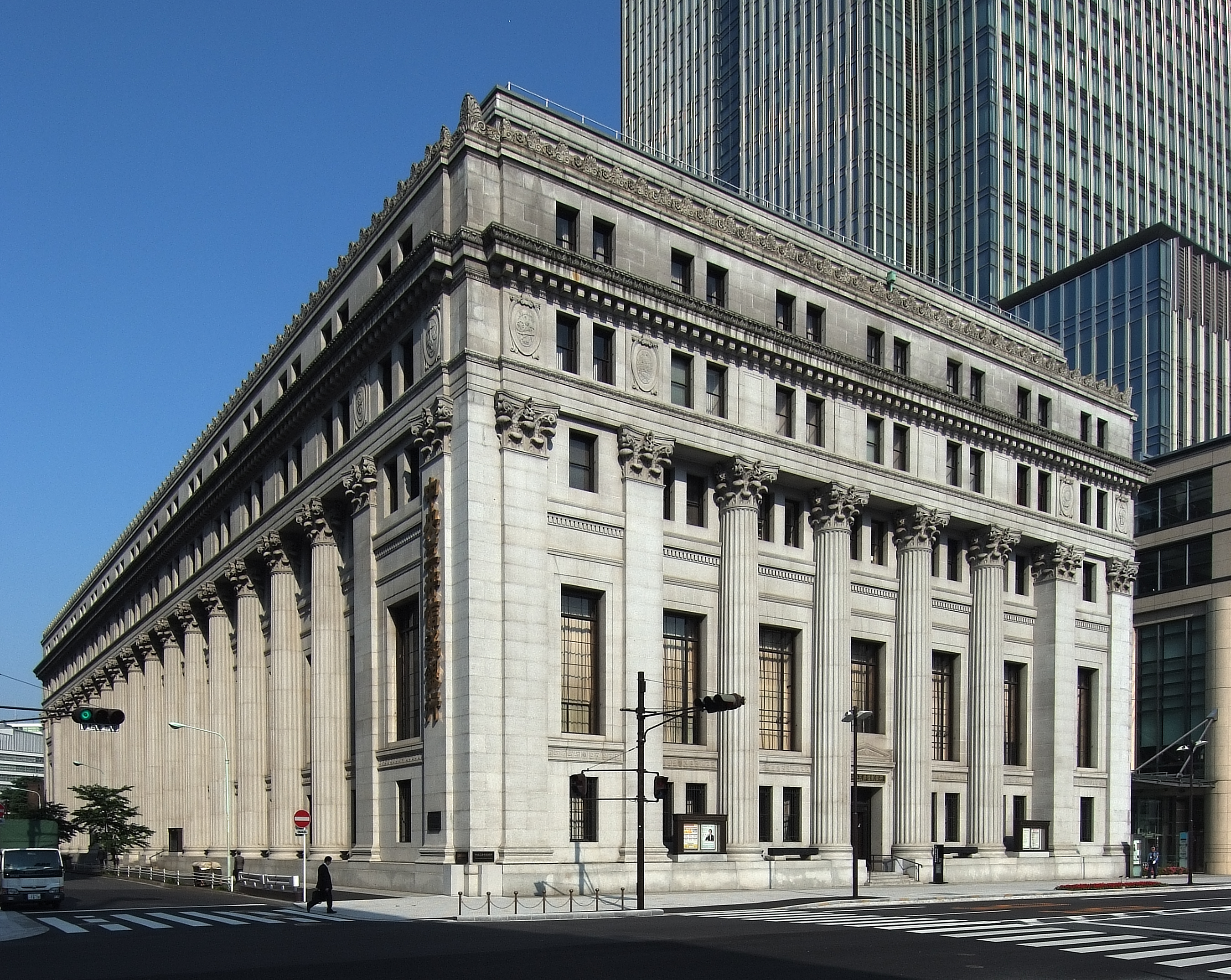
La sede storica nel quartiere edochiota di Nihombashi

La Mitsui Ginkō (三井銀行?) è stata una delle maggiori banche giapponesi fra il 1876 e il 1990.

## Storia
L'attività bancaria della famiglia Mitsui risale al 1683, quando Mitsui Takatoshi fu autorizzato dallo shogunato Tokugawa a esercitare il mestiere di cambiavalute.
La Mitsui Ginkō fu fondata come banca privata nel 1876 con un capitale di due milioni di yen. Era una delle principali banche utilizzate dallo stato giapponese per il deposito e la esazione delle imposte fino alla fondazione della Banca del Giappone nel 1882. Negli anni successivi la famiglia Mitsui rilevò numerosi stabilimenti industriali dallo Stato e costituì in questo modo uno dei maggiori zaibatsu, di cui la Mitsui Ginkō era una delle principali aziende.
La banca si trasformò in società di persone nel 1893 e nel 1909 divenne una società per azioni con un capitale di venti milioni di yen.

### La Teikoku Ginkō
A partire dal 1937, con la invasione giapponese della Cina portò la Banca a prendere le distanze dallo zaibatsu, in quanto la banca era molto esposta in prestiti ai produttori di munizioni e ciò la rendeva vulnerabile in caso di recessione nel dopoguerra. La soluzione trovata fu di fondere la Mitsui Ginkō con la Dai-Ichi Kokuritsu Ginkō, dando vita a un molto più grande istituto bancario, fuori dall'orbita della famiglia Mitsui: così nel 1943 nacque la Teikoku Ginkō ("Banca Imperiale").
Tuttavia la Banca Imperiale si trovò subito a corto di fondi e per il resto della guerra più che altro fornì credito a breve termine alle industrie di munizioni, mentre quello a lungo termine lo concedeva soprattutto la Industrial Bank of Japan. In realtà la Dai-Ichi e la Mitsui avevano culture aziendali molto diverse che portavano a frizioni fra le due; le due banche non si integrarono mai completamente e nel 1948 la Dai-Ichi si separò nuovamente dalla Teikoku Ginkō.

### Il dopoguerra

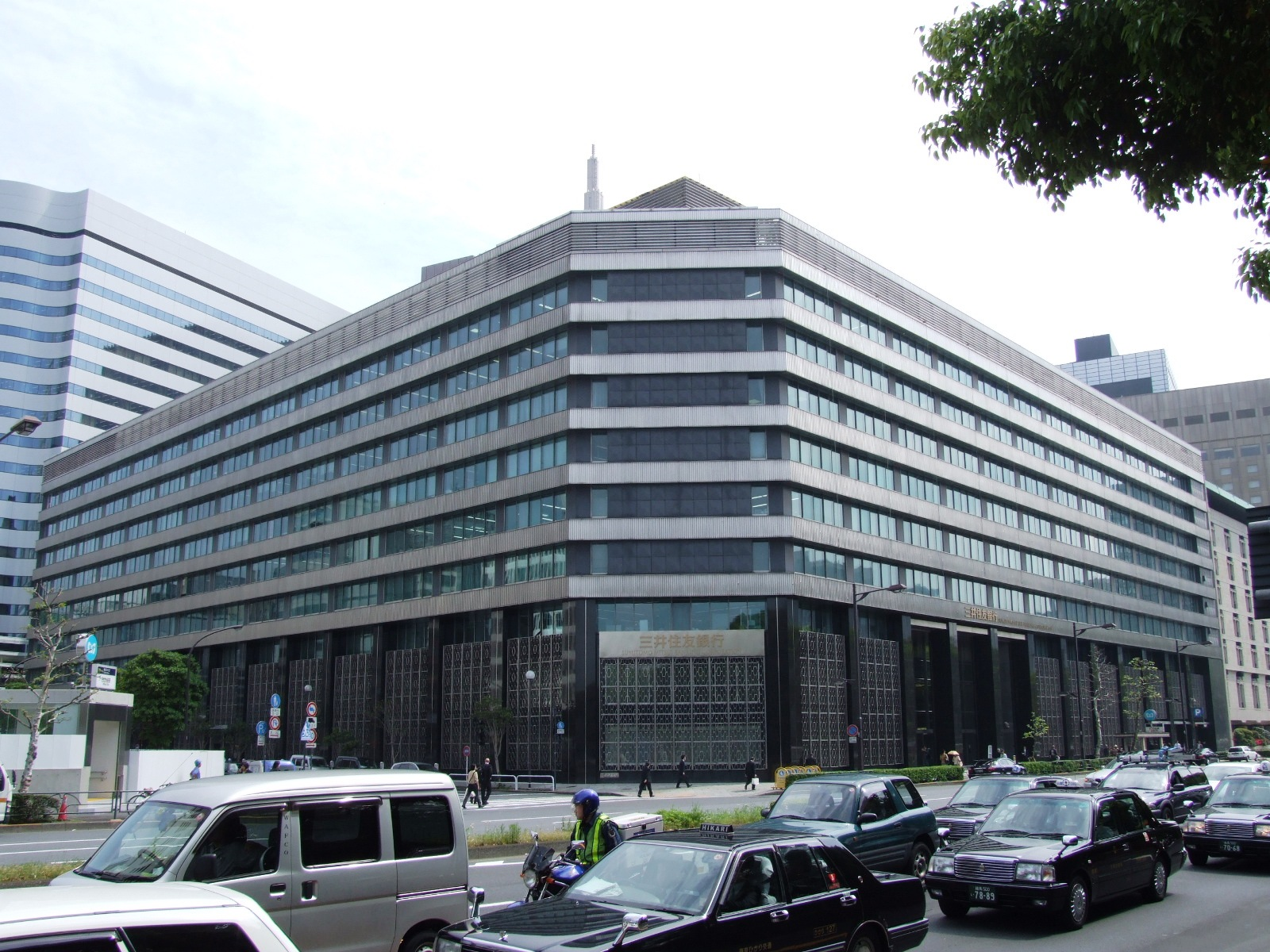
La nuova sede, costruita nel 1960 nel quartiere di Yurakucho

La Teikoku Ginkō si quotò alle Borse di Tokyo e di Osaka nel 1949 e nel 1954 tornò al nome Mitsui Ginkō. Intorno al 1960 la Mitsui Ginkō e la corrispondente sōgō shōsha Mitsui & Co. costituirono un keiretsu coinvolgendo anche altre imprese derivate dal vecchio zaibatsu Mitsui, fra cui Toyota, Toshiba, Toyo Menka Kaisha, Ishikawajima-Harima Heavy Industries, Showa Aircraft e Oji Paper.
Nel 1974 il gruppo sbarcò anche negli Stati Uniti, dove fondò The Mitsui Bank of California di Los Angeles. Nel 1981 comprò anche la Manufacturers Bank e la fuse con la precedente per formare la Mitsui Manufacturers Bank (dal 1992 di nuovo Manufacturers Bank).
Nel 1990 (nel mezzo della bolla speculativa giapponese) la Mitsui Ginkō si fuse con la Taiyo Kobe Ginkō per creare il secondo più grande gruppo bancario mondiale, dopo la Dai-Ichi Kangyo Bank. Mentre la Taiyo Kobe aveva una solida clientela di piccoli imprenditori, la Mitsui aveva una clientela complementare di grandi clienti istituzionali. La fusione era studiata per sfruttare queste sinergie, nonché per affrontare la concorrenza delle banche europee che si accingevano a una stagione di fusioni in seguito all'istituzione dell'Unione economica e monetaria dell'Unione europea nel 1992. La nuova banca nel 1992 fu ribattezzata Sakura Ginkō ("Banca del ciliegio"). La Sakura è successivamente entrata a far parte della Sumitomo Mitsui Banking Corporation.